# Bilateraler Wechselkurs
Ein bilateraler Wechselkurs (englisch: bilateral exchange rate) ist das Austauschverhältnis zwischen zwei Währungen. Dieses Verhältnis ist der Preis einer Währung, ausgedrückt in einer anderen Währung. Der Preis bildet sich auf dem Devisenmarkt. Ein Wechselkurs ist immer dann bilateral, wenn er nur zwei Währungen berücksichtigt. Dagegen wird beim multilateralen Wechselkurs von dem Verhältnis gegenüber den Währungen der wichtigsten Handelspartner eines Landes gesprochen. Es wird zwischen dem nominalen bilateralen und dem realen bilateralen Wechselkurs unterschieden. In der Literatur wird meist nur vom nominalen und realen Wechselkurs gesprochen.

## Begriffliche Einordnung
So wie die Güter einen in der Regel in Geld ausgedrückten Preis haben, so haben auch die Währungen der verschiedenen Länder ihren Preis, ausgedrückt in der Währung eines anderen Landes.
Im Allgemeinen werden Wechselkurse nach zwei Kriterien unterschieden:
- nach Einbeziehung des Preisniveaus in die Berechnung (nominale und reale Wechselkurse)
- nach der Anzahl der Länder, gegenüber denen der Wechselkurs berechnet wird (bilaterale und multilaterale Wechselkurse).

Beide Kriterien werden miteinander kombiniert (z. B. nominaler bilateraler und realer bilateraler Wechselkurs).

## Wechselkursarten

### Nominaler bilateraler Wechselkurs

Nominaler Wechselkurs zwischen Euro und US-Dollar

Der nominale bilaterale Wechselkurs ist der Preis, zu dem zwei Währungen ausgetauscht werden, und lässt sich auf zwei Arten definieren:
- Mengennotierung gibt an, wie viele Einheiten der ausländischen Währung man für eine Einheit inländischer Währung bekommt (z. B. 1,58 $ für einen Euro).
- Preisnotierung gibt dagegen den Preis für eine Einheit der ausländischen Währung in inländischer Währung an, also den Kehrwert der Mengennotierung (z. B. 0,63 € für einen Dollar).

Da beide Definitionen korrekt sind, ist es hier wichtig, dass bewusst mit einer Notierung gearbeitet wird. Nach der Einführung des Euro wird neben den USA auch in Europa die Mengennotierung verwendet, vorher war es in Europa die Preisnotierung.

### Realer bilateraler Wechselkurs
Der reale bilaterale Wechselkurs (ε) ist das Preisverhältnis zweier Güter in unterschiedlichen Währungsräumen. Hier wird das Preisniveau in die Berechnung mit einbezogen:
{\displaystyle \varepsilon ={\frac {EP}{P^{*}}}}
mit
- {\displaystyle E} = nominaler Wechselkurs
- {\displaystyle P} = inländisches Preisniveau
- {\displaystyle P^{*}} = ausländisches Preisniveau

Der reale Wechselkurs stellt ein Austauschverhältnis von Gütern/Warenkörben dar und ist damit als Index definiert. Ein Index wird in einem freigewählten Basisjahr mit einem freigewählten Wert (meist normiert auf 1 oder 100) versehen. Dadurch ist der Index an sich nicht aussagekräftig. Informativ ist nur die Veränderung im Zeitverlauf. Die Bestimmung ist recht problematisch, da die Ermittlung repräsentativer und international vergleichbarer Warenkörbe sehr schwierig ist.

### Bilaterale vs. multilaterale Wechselkurse
Bei währungsbedingten Veränderungen der internationalen Wettbewerbsfähigkeiten eines Landes reicht die Betrachtung bilateraler Wechselkurse oft nicht mehr aus. Vielmehr wird der multilaterale Wechselkurs (auch effektiver Wechselkurs) relevant. Er bezieht sich nicht nur auf zwei Länder, sondern auf alle internationalen Handelspartner eines Landes.

## Wechselkursänderungen
Ein flexibler Wechselkurs ändert sich durch Angebots- und Nachfrageverhalten der Marktakteure (Investoren und Außenhändler) auf dem Devisenmarkt minütlich. Bei dem System der festen Wechselkurse tritt die Zentralbank als ein weiterer Marktakteur auf.
Die Wechselkurse auf verschiedenen Devisenmärkten gleichen sich durch Arbitrage-Geschäfte unverzüglich an.
Bei den Wechselkursänderungen wird zwischen Aufwertung und Abwertung unterschieden:
- nominale Aufwertung der inländischen Währung – Preis der inländischen Währung in Einheiten ausländischer Währung steigt, bei Mengennotierung: Anstieg des Wechselkurses
- nominale Abwertung der inländischen Währung – Preis der inländischen Währung in Einheiten ausländischer Währung sinkt, bei Mengennotierung: Rückgang des Wechselkurses.

Auch die realen Wechselkurse verändern sich im Zeitverlauf:
- reale Aufwertung der Inlandsgüter – Anstieg der Preise inländischer Güter im Vergleich zu den Preisen ausländischer Güter, bei Mengennotierung: Anstieg des realen Wechselkurses
- reale Abwertung der Inlandsgüter – Rückgang der Preise inländischer Güter im Vergleich zu den Preisen ausländischer Güter, bei Mengennotierung: Rückgang des realen Wechselkurses

Zum Beispiel: Wenn der reale Wechselkurs zwischen der Eurozone und den USA um 15 % steigt, zeigt dies, dass europäische Güter im Vergleich zu amerikanischen Gütern um 15 % teurer geworden sind.
Wechselkursänderungen werden kurzfristig durch charttechnische Erwartungen beeinflusst, langfristig werden Wechselkurse jedoch durch Fundamentaldaten bestimmt. Die Kaufkraftparitätentheorie vergleicht das Preisniveau der handelbaren Güter, die Zinsparitätentheorie vergleicht die Zinssätze.

## Bedeutung und Auswirkung
Im Falle eines freien Warenverkehrs können Käufer zwischen inländischen und ausländischen Produkten wählen. Für diese Kaufentscheidungen ist der reale Wechselkurs relevant, der die Kaufkraft einer Währung darstellt. Für Kaufentscheidungen reicht kein bloßer Vergleich des nominalen Wechselkurses. Nur durch die Einbeziehung des Preisniveaus kann beurteilt werden, wo am günstigsten eingekauft werden kann.
Entscheidungskriterium ist, wie teuer inländische Güter im Vergleich zu ausländischen Gütern sind. Hier müssen Transportkosten, Zölle, Umtausch- und Überweisungsgebühren berücksichtigt werden. Die Veränderungen des realen Wechselkurses im Zeitverlauf führen zur Veränderung der internationalen Wettbewerbsfähigkeit eines Landes und haben Einfluss auf den Außenhandel (u. a. Marshall-Lerner-Bedingung und Robinson-Bedingung).
Kurzfristige Veränderungen des realen Wechselkurses resultieren vor allem aus Schwankungen des nominalen Kurses, da die Preisniveaus nur sehr träge reagieren. Beispielsweise bewirkt ein Anstieg des nominalen Wechselkurses bei konstantem in- und ausländischem Preisniveau eine reale Abwertung der Inlandswährung und damit eine Verbesserung der internationalen Wettbewerbsfähigkeit. Diese Anpassung dauert mehrere Jahre und nimmt die Gestalt einer J-Kurve an.
Dagegen zeichnet sich eine real aufwertende Währung zwar durch eine höhere Kaufkraft gegenüber dem Ausland aus (verbesserten Terms of Trade), verringert jedoch gleichzeitig die Wettbewerbsfähigkeit der inländischen Wirtschaft. Diese Veränderungen der internationalen Wettbewerbsfähigkeit führen zu nachhaltigen Wirkungen auf den in- und ausländischen Güter- und Faktormärkten. Generell werden die Wechselkursänderungen von den Unternehmen nicht direkt auf den Angebotspreis durchgeschlagen, da die Exporteure konkurrenzfähig sein wollen. Zunehmend werden Rechnungen in einer allgemein akzeptierten Währung ausgestellt, somit beeinflusst die Wechselkursänderung nicht die Nachfrage, sondern den Gewinn des Exporteurs.